# Oniromancie
 (juin 2018).
Si vous disposez d'ouvrages ou d'articles de référence ou si vous connaissez des sites web de qualité traitant du thème abordé ici, merci de compléter l'article en donnant les références utiles à sa vérifiabilité et en les liant à la section « Notes et références ».
L’oniromancie ou onéiromancie (provient d'un mot grec signifiant songe et divination) est un art divinatoire utilisant les rêves. L’oniromancien est la personne qui pratique cet art.

## Contexte et idées de base
Par son caractère imprévisible et incontrôlable, et par son absence apparente de logique, le rêve est un phénomène qui a toujours plus ou moins fasciné l'humanité. Les recherches médicales sur le rêve et le sommeil en général étant loin d'être exhaustives (on sait simplement que le rêve joue un rôle dans l'organisation et la mémorisation des informations assimilées dans la journée précédente), de nombreux arts divinatoires, religieux ou non, et même quelques pseudo-sciences ont cherché à décrypter les rêves, parfois qualifiés de « prémonitoires », à leur manière.

## Cultures antiques
Cette discipline tenait une place importante dans de nombreuses civilisations antiques.
- En Égypte antique, selon un livre de sagesse, les dieux auraient créé les songes pour délivrer des messages aux humains.
- En Chine, les Mémoires du Coffret de Jade sont une compilation de rêves prémonitoires.
- En Grèce antique, les dieux étaient aussi connus pour envoyer des messages aux humains en utilisant les rêves.

## Brizomancie
On utilisait autrefois le terme de « brizomancie » pour désigner l'art de prédire l'avenir par les songes, d'après la déesse grecque Brizo, patronne des marins qui envoyait des rêves prophétiques

### Anthropologie
- Bruce (Robert D.), Lacandon Dream Symbolism I, Mexico, Ediciones Euroamericanas, Klaus Thiele, 1975.
- Da Matta (Roberto), "Les Présages apinayé", in J. Pouillon et P. Maranda. (eds), Échanges et Communications. Mélanges offerts à Claude Lévi-Strauss à l'occasion de son 70e anniversaire, Paris-La Haye, Mouton, I, 1970, p.  77-99.
- Descola (Philippe), "Head-shrinkers versus shrinks : Jivaroan dream analysis, Man, 24, 1990, p.  439-450.
- Gregor (Thomas), "Far, far away my shadow wandered...: the dream symbolism and dream theories of the Mehinaku Indians of Brazil", American Ethnologist, 8, 1981, p.  709-720.
- Reid (H.), "Dream and their interprétations among the Huptu Maku Indians of Brazil", Cambridge Anthropology, (4)3, 1978, p. , 2-28.

### Histoire
- Pongracz (M.) et Santner (L.), Les rêves à travers les âges, 4 000 ans d'oniromancie moderne, Paris, éd. Buchet-Chastel, 1965.
- Carroy (J.) et Lancel (J.), Clés des songes et sciences des rêves. De l'Antiquité à Freud, Paris, Belles Lettres, 2016.

### Grèce antique
- Asclépios, Oneiroi, Brizo
- Incubation (rite)
- Divination dans la Grèce antique

### Mésopotamie
- Divination en Mésopotamie

### Auteurs de traités
- Artémidore de Daldis, Ibn Sīrīn, Achmet (oniromancien)